# Ophichthus mecopterus
Ophichthus mecopterus (tên phổ biến tiếng Anh: longarmed snake eel) là một loài cá chình thuộc họ Cá chình rắn. Loài này được John E. McCosker và Richard Heinrich Rosenblatt mô tả năm 1998. Ophichthus mecopterus sống ở vùng biển nhiệt đới phía đông trung tâm Thái Bình Dương, bao gồm México, Costa Rica, El Salvador, Guatemala, Nicaragua và Panama. Loài này sống ở độ sâu từ 24 đến 79 mét (79 đến 259 ft), trong các lớp đáy mềm. Con đực có thể đạt chiều dài tối đa là 27,4 xentimét (10,8 in).
Tên có ý nghĩa loài "mecopterus" có nghĩa là "vây dài" trong tiếng Hy Lạp cổ đại, nhắc đến đặc trưng của loài là các vây ngực dài. Do loài này phân bố rộng rãi ở phía đông Thái Bình Dương, cũng như người ta chưa ghi nhận bất cứ mối đe dọa hay sự suy giảm quần thể ở loài này, sách đỏ IUCN hiện gán cho Ophichthus mecopterus tình trạng Ít quan tâm.